# Наказание молчанием
Наказание молчанием — пассивно-агрессивная форма эмоционального насилия, при которой неудовольствие, неодобрение и презрение выражаются посредством невербальных жестов при сохранении вербального молчания.  Может варьироваться от простого дутья до злонамеренного, оскорбительного контролирующего поведения. Является формой манипулятивного наказания, социального неприятия и наиболее распространенной формой остракизма.

## Происхождение термина
Термин начал использоваться после тюремной реформы 1835 года. Молчание использовалось в тюрьмах как альтернатива физическому наказанию. Предполагалось, что если заключенным запрещают говорить, называют их по номеру, а не по имени, и заставляют закрывать лица, чтобы они не могли видеть друг друга, то это побудит их задуматься о своих преступлениях.

## В межличностных отношениях
В межличностных отношениях наказание молчанием — модель, которую сложно разрушить, и, если она укоренилась, отношения могут постепенно ухудшаться. Молчание как наказание с большей вероятностью будет использоваться людьми с низкой самооценкой и низкой толерантностью к конфликту. Чтобы избежать конфликта, человек отказывается признать его и иногда использует молчание в качестве механизма контроля. Наказание молчанием заключается в отказе говорить с жертвами, или даже отказ признавать их присутствие. Под молчанием скрывается недовольство, гнев, расстройство и разочарование. Эти чувства могут вызвать неадекватную реакцию у жертв с высоким уровнем чувствительности к отвержению, что часто может привести к насилию и более физическим проявлениям агрессии.
Целенаправленное молчание является формой поведения, направленного на поиск внимания. Результатом его может стать вызов желаемых реакций, таких как внимание или чувство силы, при этом создаётся неуверенность у жертвы. Избегание конфликта в форме молчаливого наказания психологически утомительно для всех вовлеченных сторон и приводит к непоправимому ухудшению значимых романтических и семейных отношений.

## Тактическое игнорирование
Молчание и отсутствие реакции — это не только пассивно-агрессивные формы манипуляции и поиска внимания; их также можно использовать в качестве инструментов, способствующих изменению поведения. Тактическое игнорирование — это стратегия, при которой человек не подает никаких внешних признаков распознавания поведения, при этом отсутствует:
- зрительный контакт
- словесная реакция
- физическая реакция
- подтверждение того, что сообщение было прочитано.

Человек, применяющий такую тактику, осознаёт своё поведение, наблюдает за осуществлением своего плана, обеспечивает свою безопасность или безопасность других. Часто используется в отношениях между родителями и детьми. Тактическое игнорирование  — это техника управления поведением, которая при правильном применении может передать сообщение о том, что поведение человека не приведет его к желаемому результату. Это также может привести к уменьшению нежелательного поведения.
Тактическое игнорирование, предполагающее отказ от реагирования на нежелательное поведение, следует дополнять дифференциальным подкреплением альтернативного поведения. Запланированное игнорирование можно использовать для умеренного и незначительного воздействия с точки зрения решения поведенческих проблем, возникающих из-за поиска внимания и борьбы за власть. Борьба за власть — это когда ребёнок отказывается что-то делать, и это постоянная борьба за то, чтобы заставить ребёнка подчиниться.

## Дальнейшее чтение
- The “silent treatment”. Its incidence and impact. Paper presented at the sixty-ninth Annual Midwestern Psychological Association, Chicago, IL. Ferguson, M., and .. 1997
- Kipling D. Williams Wendelyn J. Shore Jon E. Grahe. The silent treatment: Perceptions of its behaviors and associated feelings – Group Processes Intergroup Relations October 1998 vol. 1 no. 2 117–141
- Zadro, L., Richardson, R., & Williams, K. D. (2006, January). The antecedents of interpersonal ostracism: Do individual differences predict propensity to be a target or source of the silent treatment? Presented at the 7th annual meeting of the Society for Personality and Social Psychology, Palm Springs, CA.
- Grahe, J. E., Shore, W. J., & Williams, K. D. (1997, May). Perceptions of the behaviors and feelings associated with the “silent treatment.”Presented at the 69th Annual Midwestern Psychological Association, Chicago.
- Faulkner, S, Williams, K., Sherman, B., & Williams, E. (1997, May). The “silent treatment:” Its incidence and impact. Presented at the 69 th Annual Midwestern Psychological Association, Chicago.[Summarized in New Scientist, 1998, April, p. 18]